# Isabel Tejeda
Isabel Tejeda Martín (Madrid 2 de octubre de 1967) es una comisaria, crítica española, en la actualidad es catedrática de la Universidad de Murcia. Sus líneas de investigación son la expografía y narraciones del arte contemporáneo, historia de las exposiciones y los museos; la historia de las mujeres, feminismos y arte contemporáneo; y el arte popular. 

## Biografía
Licenciada en Geografía e Historia con especialidad en Historia del Arte en 1990. Doctora en Bellas Artes por la Universidad Politécnica de Valencia en el año 2009, obtuvo el Premio Extraordinario de Doctorado con su tesis “De la exposición a la re-exposición: desplazamientos semánticos de la obra de arte de las vanguardias históricas en su proceso de museificación. De la insurrección a la vuelta al orden”.
Entre 1991 y 1995 fue directora del Centro Eusebio Sempere (Alicante); ubicado en el Palacio Gravina convirtió sus salas en un referente del arte contemporáneo en la ciudad. Desde finales de esa década y hasta 2010, fue responsable del Espacio AV y la Sala Verónicas (Murcia). Ejerció también como responsable de exposiciones y profesora del Instituto Europeo di Design en 2006-2007.
Desde el 2004 es profesora en la Facultad de BB AA en la Universidad de Murcia. Además fue codirectora del Máster en Gestión del Patrimonio Histórico y Cultural de la Universidad Complutense de Madrid desde 2009 hasta 2012.
Ha impartido numerosos cursos y conferencias en diversas universidades e instituciones españolas y extranjeras como el centro de arte Jeu de Paume de París, en el Museo Nacional Centro de Arte Reina Sofía, en el Instituto Valenciano de Arte Moderno, la Universidad de Londres, en la Accademia di Belle Arti di Roma, en la Universidad Nacional de Colombia o en la Universidad de La Plata de Argentina; fue directora del Taller Internacional de Paisaje en Blanca (Murcia) desde 1998 a 2010, dirigido a artistas contemporáneos.
Junto a Oliva María Rubio fue comisaria del proyecto 100 años en femenino, organizado por la SECC en Madrid. Además fue miembro del jurado Internacional de la Bienal de El Cairo (Egipto) en el año 2006, dos veces miembro del jurado del Premio Nacional de Artes Plásticas del Ministerio de Cultura español y otras dos veces miembro del jurado para el Premio Velázquez.
Como feminista ha formado parte de la junta directiva de la asociación Mujeres en las Artes Visuales.

## Exposiciones
Entre las exposiciones más destacadas que ha comisariado:
- Soledad Sevilla. Ritmos, tramas, variables (2024-2025). Museo Reina Sofía de Madrid; IVAM de València.

- Tina Modotti (2023-2024). Barcelona KBr; FOAM de Ámsterdam, Jeu de Paume de París.

- Soledad Sevilla: Soñé con un espacio (2024). Sala de exposiciones de la Universitat Politècnica de València.

- Marina Núñez. Nada es tan profundo como la piel (2024). Museo Lázaro Galdiano de Madrid.

- Pepe Miralles. Yo lo vi (2024). CCCC de València.

- Lola Bosshard [1965-1975]. Más allá del arte objetivo (2023). Galería José de la Mano en Madrid.

- Isabel Oliver. Discursos feministas 1970-2022 (2022). Universidad Miguel Hernández de Elche.

- Fuera del canon; artistas españolas y pop art. Museo Reina Sofía de Madrid.

- Greta Alfaro. En las alas de un murciélago (2021). Universidad Miguel Hernández de Elche.

- A contratemps. Mig segle d’artistes valencianes (1929-1981) (2018).  IVAM de València.

- Pop Feminista: Ángela García Cordoñer (2018) En la Galería Punto en València.

- Las colecciones de Banco de España (2017). Museo Mohammed VI, Marruecos.

- La canción de la tierra de Eva Lootz (2016). Tabacalera del Ministerio de Cultura en Madrid.[4][5]

- Jitka Hanzlova (2012) En la Fundación Mapfre de Madrid y la National Gallery of Scotland.

- Anna Malagrida (2010). Fundación Mapfre de Madrid; CPIF de París, Francia y Galeria d’Arte Civica de Módena, Italia.

- Francesca Woodman, retrospectiva (2009). En EAV de Murcia; SMS Contemporanea de Siena, Italia y Palazzo della Ragione de Milán, Italia.

- Eva Lootz, Mundo, Seco, Benamor, Amarga (2009). Sala Verónicas de Murcia.

- 100 años en femenino (2012). Centro Cultural Conde Duque de Madrid.

- ORLAN+Davidelfin, Sutura/hibridación/reciclaje (2008). EAV de Murcia.

- Mary Kelly. La Balada de Kastriot Rexhepi (2007). EAV de Murcia.

- Espacio, tiempo y espectador. Instalaciones y nuevos medios en las colecciones del IVAM (2006). IVAM de València.

- Alfonso Albacete (2006). Sala Verónicas de la CARM.

- Liliana Porter. Situaciones y diálogos (2005). Palacio Aguirre de Cartagena y Sala Verónicas de Murcia.

- Cabello/Carceller. En Construcción (2004). Sala Verónicas de la CARM.

- Tadeusz Kantor. La clase muerta (2002). Sala Verónicas de Murcia, Iglesia de Nuestra Señora del Prado de Valladolid y MUA de Alicante.

- Carne de Marina Núñez (2001). Sala Verónicas de la CARM.

- Germinal (2000). Sala Verónicas de la CARM.

- La hora inmóvil de Rosa Martínez-Artero (1999). Sala Verónicas de la CARM.

- Últimos deseos de Antoni Abad (1998). Sala Verónicas de la CARM.

- Territorios Indefinidos. Discursos sobre la construcción de la identidad femenina (1995). Instituto ‘Juan Gil-Albert’ de Alicante y Galería Luis Adelantado de València.

## Premios
- Premio a la trayectoria curatorial, MAV, 2024.
- Premio Especial a la Transferencia y Divulgación Científica liderada por mujeres de la UMU, 2021.
- Premio Cátedra Anetta Nicoli, UMH, 2021.
- Premio Precrea “Juana Francés” de las Universidades Valencianas, 2020.
- Finalista del Premio de Ensayo Arte y Derecho, 2005 (Fundación Arte y Derecho).
- Premio Espais a la Crítica de Arte (Generalitat de Cataluña, Ayuntamiento de Gerona).

## Publicaciones
Entre sus publicaciones podemos destacar:
- El montaje expositivo como traducción, Fidelidades, traiciones y hallazgos en el arte contemporáneo desde los años 70 ( 2006).
- Instalaciones y nuevos medios en la colección del IVAM. Espacio, tiempo y espectador.
- Tadeusz Kantor. La clase muerta.
- “Umarla Klasa” en Tadeusz Kantor.
- “Nuevos comportamientos fotográficos” (Tejeda, I. y Medina, P.) en Fotografía en la Región de Murcia,
- “Ángela García y la pintura feminista de los años 70 en España. Del tuyo al yo”, en Ángela García. Punto y seguido.
- “Entre el espectáculo y el discurso pedagógico”, en revista Educatio; Louise Bourgeois, La sage femme (Mary Kelly. La balada de Kastriot Rexhepi)
- “Ritratto di una artista come adolescente. Francesca Woodman o la strategia dello impercettibile”, en Francesca Woodman.
- “Miralda, maestro de ceremonias, artista de lo efímero”, en Miralda. De gustibus non disputandum.
- "Practicas artísticas y feminismos en los años 70"  en "De la revuelta a la postmodernidad (1962-1982)", Madrid, Museo Nacional Centro de Arte Reina Sofía, 2011[6]
- "Críticas al margen o al margen de la crítica. La obra de Paz Muro durante los años 60 y 70"[7]
- Ha publicado ensayos y artículos, entre otros, para los museos: MNCARS, IVAM, MEIAC, MUSAC, CAB Burgos, Sala Parpalló, Espacio AV, Sala Verónicas, Centro Eusebio Sempere, MUA, Fundación Mapfre, Galería Sztuki de Sopot (Polonia), SMS Contemporánea de Siena (Italia), Museo de la Universidad de Nebraska (EE. UU.) y Manifesta Journal.